# Tatuerade Snutkukar
Tatuerade Snutkukar (förkortat Ta.S.K) var ett råpunkband från Göteborg som bildades våren 1982. 

## Historia
Bandets första replokal var hemma hos en av medlemmarna, men efter klagomål flyttade bandet ut i soprummet. Snart hade de en spelning inbokad i det ockuperade huset på Skolgatan i Göteborg. Lundberg drogs snabbt in i bandet som reserv, men då han bara kunde spela gitarr tog Berntsen över basspelandet. Efter bandets första spelning kom en rad medlemsbyten i snabb följd och inte förrän 1983 hade de en slutlig sättning som bestod av Sören Alexandersson (sång), Hasse Pettersson (gitarr), Jens Pettersson (trummor) och Berntsen (bas).
1983 släpptes kassetten "Gbg Hardcore Trash" och spelningar gjordes i bland annat Jönköping, Stockholm och Växjö.
1986 när Ta.S.K var förband åt Disorder på en spelning i Göteborg skrek Alexandersson så kraftigt att han fick magskador och fick hämtas till akuten i en ambulans mitt under spelningen. Efter det spelade bandet inte live under resten av 1980-talet. 1992 återförenades Ta.S.K. och genomförde en spelning på Valvet i Göteborg. Bandet spelade också 1993 på Magasinet i Göteborg. 1996 återförenades de på Bollnäspunken där de cirka fem minuter in i sitt set blev avkastade från scen av vakterna.

## Medlemmar

### Senaste medlemmar
- Sören Alexandersson - sång  (1983-)
- Kent "Ägget" Berntsen - gitarr (1982), bas (1983-)
- Hans Pettersson - gitarr (1983-)
- Jens Pettersson - trummor (1983-)

### Tidigare medlemmar
- Torbjörn "Ebbot" Lundberg - gitarr (1982)
- Gröning - trummor (1982)
- Raimo - bas (82)
- Rudis (82)
- Mongo (82)
- Jonsson (83)
- Svempa (83)
- Patrik Granath (83)
- Ap-Larsa (82)
- Lasse Menlös (82)
- Knark Jocke (82)

## Diskografi
- 1983 - Hardcore trash 83 som släpptes på kassettband på skivbolaget Ägg Tapes & Records.

## Låtlista

### Sidan Snut
1. Ayathollas lag
2. Halleluja
3. Krossa MUF
4. Hemvärnet
5. Gymping
6. Working class hero
7. Zynthslakt

### Sidan Kuk
1. Mc Donalds
2. Kontrollantjävlar
3. Raggarnisse
4. Tristessen e total
5. Flummare blir dummare

## Medverkan på olika samlingar
- 1983 - Raped Ass 2 (Ägg tapes & records)

1.Halleluja 2.McDonalds
- 1984 - Äggröra 3 (Ägg tapes & records)

1.Karateklant 2.Ubåtshysteri
3.Tristessen E Total 4.Krossa MUF
5.Zynthslakt
- 1985 - Single ticket to paradise (Neg.FX Records)

1.Satanist Javisst
- 1985 - I thrash, therefore I am! (Borderless countries tapes)

1.Tristessen E Total
- 1985 - Really Fast vol. 2 (Really Fast records)

1.Hiroshima-45 
2.Slakta Assars Nassar 3.Herreys
4.Krossade Pungkulor
- 1993 - GBG hardcore 81-85' (Dolores records)

1.Hiroshima-45
2.Halleluja 3.McDonalds
4.Kontrollantjävlar
- 1994 - Varning för punk (Distortion records)

1.Slakta Assars Nassar 2.Satanist Javisst
3.Krossade Pungkulor
- 2003 - Delirium Tremens 028 (Delirium Tremens)

1.Raggarnisse 2.Slakta Assars Nassar

## Band som influerats av Ta.S.K
- Minister Död
- Crossing Chaos
- Motorbreath
- Militant Aktion
- Episode
- Mobcharge
- Aggressiva Hallucinationer
- Nytvättat Snuthår